# We Are Era
We Are Era est une société européenne de marketing d'influence. Elle fait partie de Bertelsmann et appartient au groupe RTL. Avec 1 500 partenaires et 4 milliards de vues par mois, We Are Era est à la tête du plus grand réseau d'influenceurs d'Europe, en réalisant également des productions marketing de vidéo en ligne,,,.
En plus de son siège à Berlin, We Are Era a des bureaux à Amsterdam, Paris, Cologne, Stockholm et Milan. Les activités dans le marché français sont exercées par We Are Era France.

## Histoire
We Are Era a été fondé en 2012 sous le nom de Divimove en tant que réseau multicanal (multi-channel network) par Brian Ruhe, Sebastiaan van Dam et Philipp Bernecker. Au début de son activité, l'entreprise se concentrait exclusivement dans l’offre marketing des chaînes YouTube tout en accompagnant les youtubeurs techniquement et créativement.
En 2013, FremantleMedia a investi pour la première fois dans Divimove. La même année son agence créative de vidéo en ligne, Brandboost by Divimove vit le jour. Ainsi, toutes les activités liées au marketing d’influence et à la vidéo en ligne ont été regroupées dans le même chapeau,,.
En 2015, FremantleMedia est devenu l'actionnaire majoritaire de la société, en acquérant 51 % des parts. En outre, le département Divimove Media a été inauguré, pour organiser des projets offline avec des influenceurs comme des événements et de l’édition et publication de livres ainsi que des productions musicales.
En 2017, FremantleMedia a de nouveau investi dans Divimove pour soutenir l'expansion de l'entreprise en Europe. Peu de temps après, Divimove acquiert VideoDays, le festival réunissant les youtubeurs les plus importants d’Europe,,. En parallèle, le nombre d'employés dépasse les 110 et les premiers bureaux locaux sont ouverts en Hollande (Amsterdam), en France (Paris), en Espagne (Madrid) et en Italie (Milan),.
Le 1er janvier 2019, Tobias Schiwek prend la direction de Divimove. RTL Group acquiert en parallèle toutes les parts de l´entreprise.
En 2019 et 2020 l´entreprise grandit. Tout d´abord, United Screens, une entreprise de vidéo en ligne et le leader du marketing des réseaux sociaux sur le marché scandinave a fusionné avec Divimove. Par ailleurs, Divimove a acquis l´agence TubeOne Networks, qui appartenait auparavant au groupe Ströer.
Avec le Social Intelligence Hub, crée en 2021, We Are Era effectue des analyses en temps réel sur les réseaux sociaux afin d´identifier les aspects psycho- démographique des communautés en ligne.
En 2021, Divimove a changé de nom et d’identité pour devenir We Are Era,. Depuis, l´entreprise emploie 250 personnes dans 6 bureaux internationaux.

## Influenceurs
Le réseau We Are Era compte près de 900 partenaires spécialisés dans la création de contenu vidéo en ligne dans les secteurs du divertissement, la comédie, la musique, le jeu-vidéo, la technologie, la beauté et le lifestyle. En France, de nombreux influenceurs sont passés par We Are Era comme LaSalle, Math se fait des films, Juliette Katz (Coucou les girls), GameMixTreize, Farod, Mister Officiel, Paul Darbos, Camille & Justine, Enzo tais-toi !, Loup, gvs ou encore Kiara Amato. Au niveau international, l'entreprise travaille avec des partenaires de renom tels qu’Enzo Knol (nl), NikkieTutorials, Dulceida (ca) ou Me Contro Te,.
Au total, le réseau génère environ 200 millions de vues mensuelles sur YouTube et compte plus de 300 millions d'abonnés sur la même plateforme. Dans l'ensemble de leurs réseaux sociaux la marque dépasse les 450 millions de followers.